# Cremastosperma
Cremastosperma là chi thực vật có hoa trong tông Malmeae của phân họ Malmeoideae thuộc họ Annonaceae.
Cremastosperma được Robert Elias Fries mô tả năm 1930, dựa theo loài Aberemoa pedunculata Diels, 1906, nguyên được Ludwig Diels mô tả năm 1906,, vì thế nó là loài điển hình của chi này với danh pháp tổ hợp là Cremastosperma pedunculatum (Diels) R.E.Fr., 1930

## Phân bố
Các loài của Cremastosperma được tìm thấy từ vùng đất thấp đến rừng nhiệt đới trước núi cao tại Tân nhiệt đới. Sự đa dạng loài lớn nhất nằm trong dải nhiệt đới hẹp ở phía tây dãy núi Andes về phía Thái Bình Dương ở tây bắc Nam Mỹ, kéo dài về phía bắc đến Trung Mỹ, xa tới Costa Rica; và ở sườn đông dãy núi Andes trải dài từ Colombia qua miền đông Ecuador và Peru xa về phía nam đến Bolivia. Hai loài được tìm thấy ở vùng duyên hải Venezuela là Cremastosperma macrocarpum Maas, 1986 và Cremastosperma venezuelanum Pirie, 2005, và một loài tại Guiana thuộc Pháp là Cremastosperma brevipes (DC.) R.E.Fr., 1939.

## Mô tả
Cremastosperma là các cây gỗ ở tầng dưới tán với hình thái hoa điển hình của họ Annonaceae (lá đài và cánh hoa xếp thành các vòng bộ 3; lượng không xác định các nhị và lá noãn xếp thành vòng xoắn) sinh ra các quả hình cuống với các lá noãn rời, một hạt, tương tự như các chi Tân nhiệt đới khác (như Guatteria). Đặc trưng hữu ích nhất để phân biệt chi này với các chi Tân nhiệt đới khác của họ Annonaceae là gân giữa của lá, nổi lên ở mặt trên với đường rãnh dọc bất thường, hầu hết là dễ thấy.

## Các loài
Tại thời điểm năm 2018 người ta công nhận 34 loài, phân bố tại Trung và Nam Mỹ, trong đó 5 loài mô tả lần đầu trong năm 2018.
- Cremastosperma alticola Pirie & Chatrou, 2018
- Cremastosperma antioquense Pirie, 2005
- Cremastosperma awaense Pirie, 2005
- Cremastosperma brachypodum Pirie & Chatrou, 2018
- Cremastosperma brevipes (DC. ex Dunal) R.E.Fr., 1939
- Cremastosperma bullatum Pirie, 2004
- Cremastosperma cauliflorum R.E.Fr., 1930
- Cremastosperma cenepense Pirie & Zapata, 2004
- Cremastosperma chococola Pirie, 2005
- Cremastosperma confusum Pirie, 2018
- Cremastosperma dolichocarpum Pirie, 2005
- Cremastosperma dolichopodum Pirie & Maas, 2018
- Cremastosperma gracilipes R.E.Fr., 1930
- Cremastosperma juruense R.E.Fr., 1937
- Cremastosperma killipii R.E.Fr., 1948
- Cremastosperma leiophyllum (Diels) R.E.Fr., 1930
- Cremastosperma longicuspe R.E.Fr., 1934
- Cremastosperma longipes Pirie, 2005
- Cremastosperma macrocarpum Maas, 1986
- Cremastosperma magdalenae Pirie, 2005
- Cremastosperma megalophyllum R.E.Fr., 1930
- Cremastosperma microcarpum R.E.Fr., 1939
- Cremastosperma monospermum (Rusby) R.E.Fr., 1930
- Cremastosperma napoense Pirie, 2005
- Cremastosperma novogranatense R.E.Fr., 1950
- Cremastosperma oblongum R.E.Fr., 1948
- Cremastosperma osicola Pirie & Chatrou, 2018
- Cremastosperma pacificum R.E.Fr., 1950
- Cremastosperma panamense Maas, 1986
- Cremastosperma pedunculatum (Diels) R.E.Fr., 1930
- Cremastosperma pendulum (Ruiz & Pav.) R.E.Fr., 1930
- Cremastosperma peruvianum R.E.Fr., 1934
- Cremastosperma stenophyllum Pirie, 2005
- Cremastosperma venezuelanum Pirie, 2005
- Cremastosperma westrae Pirie, 2005
- Cremastosperma yamayakatense Pirie, 2004